# 1629 en musique classique
| \| • Retour à la chronologie générale de la musique classique • \| |
| Grèce • Rome • Haut Moyen Âge • VIIIe siècle • IXe siècle • Xe siècle • XIe siècle XIIe siècle • XIIIe siècle • XIVe siècle • XVe siècle • XVIe siècle • XVIIe siècle XVIIIe siècle • XIXe siècle • XXe siècle • XXIe siècle |
| • Retour à la chronologie générale de la musique classique • |

| Années en musique classique : 1626 - 1627 - 1628 - 1629 - 1630 - 1631 - 1632    |
| Décennies en musique classique : 1590 - 1600 - 1610 - 1620 - 1630 - 1640 - 1650 |

## Événements
- Geluck-wenschinge de Cornelis Helmbreecker.
- Symphoniae Sacrae (1629, 1647 et 1650) de Heinrich Schütz.

## Naissances

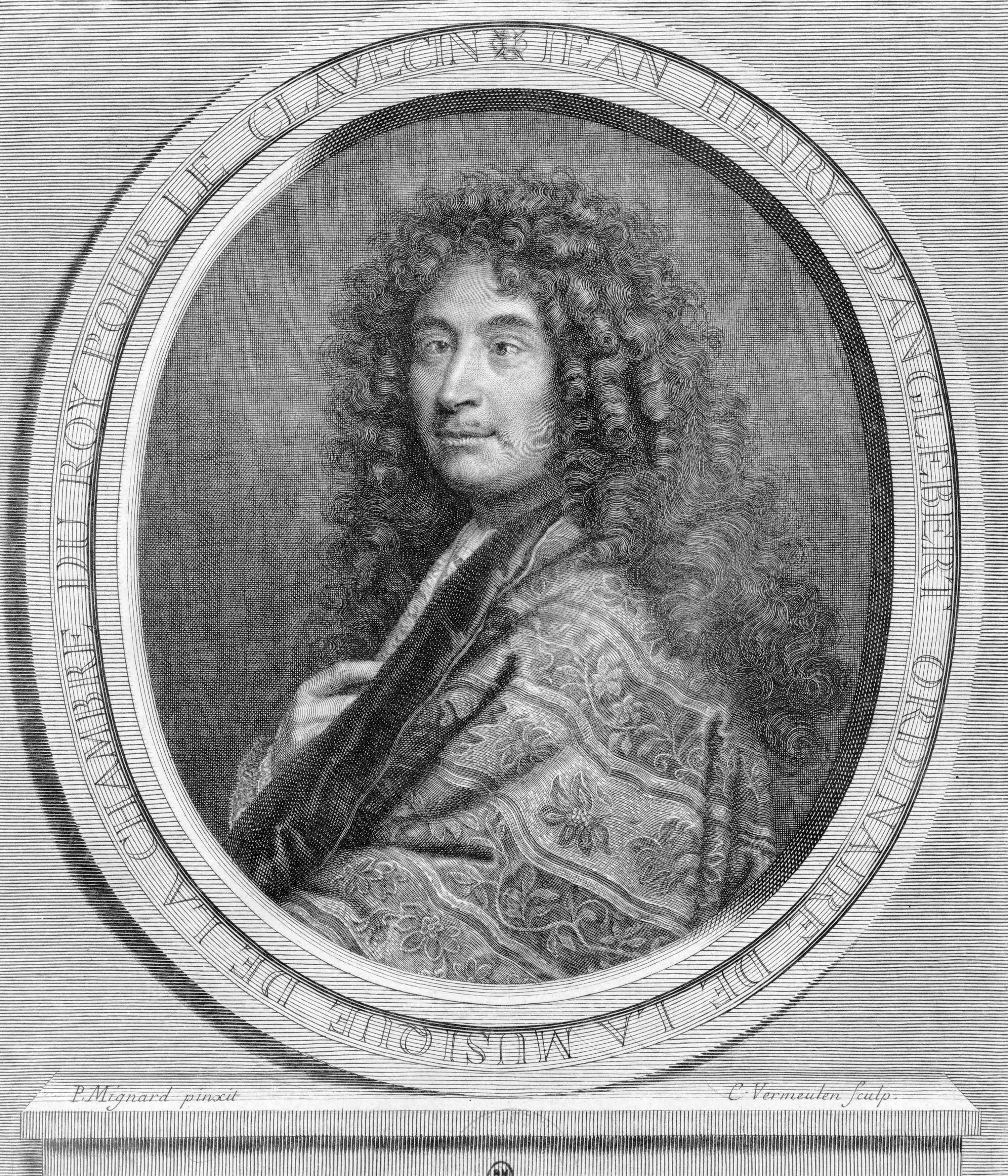
Jean-Henry d'Anglebert

- 13 janvier : Lelio Colista, compositeur italien († 13 octobre 1680).
- 1er avril : Jean-Henry d'Anglebert, compositeur et claveciniste français († 23 avril  1691).

Date indéterminée :
- Mary Dering, compositrice anglaise  († 7 février 1704).

## Décès

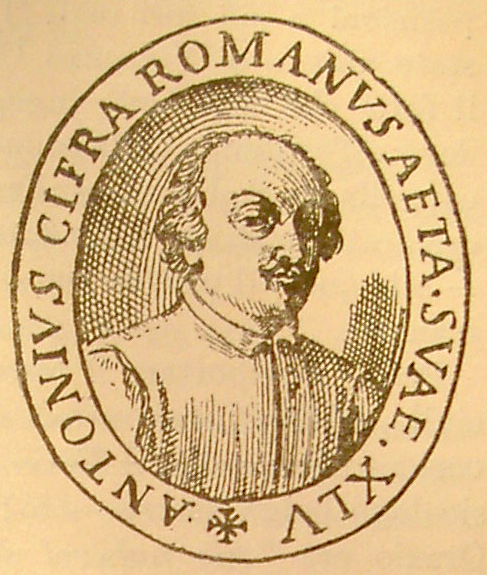
Antonio Cifra

- 27 janvier : Hieronymus Praetorius, compositeur allemand (° 10 août 1560).
- 13 mars : Pierre Phalèse le Jeune, imprimeur et éditeur de musique flamand († vers 1545).
- 5 mai : Joachim Burmeister, humaniste, compositeur et théoricien de la musique allemand (° 1564).
- 2 octobre : Antonio Cifra, compositeur italien (° 1584).
- 3 octobre :  Paolo Agostini, compositeur et organiste italien (° vers 1583).

Date indéterminée :
- Gaspar Fernandes, compositeur portugais (° 1565).
- Giovanni Priuli, compositeur et organiste italien (° 1575 ou 1580).

Vers 1629 :
- Sigismondo d'India, compositeur italien (° vers 1582).